# 앙리 브리송
외젠 앙리 브리송(Eugène Henri Brisson, 1835년 7월 31일 ~ 1912년 4월 14일)은 프랑스의 정치가로 1885년에서 1886년 사이의 기간에 프랑스의 총리를 역임했고, 다시 1898년에 재임했다.

## 생애
그는 프랑스 셰르주 부르주에서 태어났으며 아버지의 변호인의 직업을 이었다. 그는 제국의 마지막 날에 야당을 표명하면서 정부가 전복된 후 파리의 부시장으로 임명되었다. 그는 1871년 2월 8일 극좌파 위원으로 선출되었다. 파리 코뮌을 승인하지는 않았지만, 그는 1871년 9월 13일 사형수에 대한 사면을 제안한 최초의 사람이었다. 그러나 그 제안은 기각되었다. 그는 의무적인 초등교육을 강력하게 지지했으며, 강력하게 반종교적이었다. 그는 쥘 페리의 사임으로 총리가 되었을 때, 레옹 강베타를 대신하여 1881년부터 1885년 3월까지 하원 의장을 지냈다. 그러나 그는 그해 총선 후에 통킹 원정군에 대한 여론 투표에서 과반수를 얻자 사임했다.
그는 파나마 스캔들을 폭로하는 데 중요한 역할을 했으며, 1894년 카르노 대통령 살해 사건 이후 유력한 대통령 후보였다. 1894년 12월부터 1898년까지 다시 하원 의장으로 재직했다.
말년에 그는 전국이 드레퓌스 사건으로 격렬하게 흥분했을 때 내각을 구성했다. 그는 굳건함과 정직함으로 대중에게 존경심을 샀지만, 특별한 흥분된 문제에 대한 찬성 투표로 10월, 그는 장관직을 사퇴했다. 급진파의 지도자로서, 그가 적극적으로 지지하는 발데크 루소와 에밀 꽁브 장관, 특히 종교적 질서와 교회와 국가의 분리에 관한 법률에 관해서는 활발하게 지지를 했다. 1895년에 그는 대통령직 후보가 되었지만, 펠릭스 포르에게 졌다. 1906년 5월 그는 581표 중 500표로 부의장으로 선출되었다.

## 역대 선거 결과
| 선거명      | 직책명 | 대수 | 정당                    | 1차 득표율 | 1차 득표수 | 2차 득표율 | 2차 득표수 | 결과 | 당락 |
| ----------- | ------ | ---- | ----------------------- | ---------- | ---------- | ---------- | ---------- | ---- | ---- |
| 1885년 선거 | 대통령 | 4대  | 프랑스 현대공화국민회의 | 11.81%     | 68표       |            |            | 2위  | 낙선 |
| 1887년 선거 | 대통령 | 5대  | 프랑스 현대공화국민회의 | 3.06%      | 26표       |            |            | 5위  | 낙선 |
| 1894년 선거 | 대통령 | 6대  | 프랑스 현대공화국민회의 | 23.08%     | 195표      |            |            | 2위  | 낙선 |
| 1895년 선거 | 대통령 | 7대  | 프랑스 현대공화국민회의 | 42.95%     | 338표      | 45.13%     | 361표      | 2위  | 낙선 |
| 1906년 선거 | 대통령 | 9대  | 급진당                  | 0.12%      | 1표        |            |            | 8위  | 낙선 |